# Teatro Municipal de Barueri
O Teatro Municipal de Barueri era um teatro localizado na cidade de Barueri, em São Paulo, com capacidade para 623 pessoas. Inaugurado em 1992, o Teatro estava localizado a menos de 200 metros da rodovia Castelo Branco, além da localização privilegiada ele contava com uma das melhores acústicas de teatro no estado de São Paulo, segundo avaliação de especialistas. 
O TMB era palco de grandes espetáculos de música, dança e teatro. Paulo Autran, Gloria Menezes, Cláudio Cavalcanti, Antonio Petrin e Denise Stocklos são alguns dos nomes consagrados do teatro brasileiro que já pisaram o palco do TMB, além de grandes orquestras e companhias como o Cisne Negro, Jazz Sinfônica e músicos como Chico César, Renato Teixeira, Zé Geraldo, Pedro Mariano, Tiago Iorc entre outros.
Em 28 de julho de 2018 o Teatro teve sua agenda encerrada, onde iniciou a obra de demolição para construção de um centro cultural. O projeto será idealizado pelo arquiteto Ruy Ohtake. O motivo da demolição, segundo as fontes, é que o Teatro ficou pequeno para o porte da programação que tem recebido e dos espetáculos que poderia receber. 